# 31988 Jasonfiacco
31988 Jasonfiacco è un asteroide della fascia principale. Scoperto nel 2000, presenta un'orbita caratterizzata da un semiasse maggiore pari a 2,2425375 au e da un'eccentricità di 0,1591241, inclinata di 2,23926° rispetto all'eclittica.
L'asteroide è dedicato allo studente statunitense Jason Christopher Fiacco.